# Anne Terpstra
Anne Terpstra (ur. 5 stycznia 1991) – holenderska kolarka górska, wicemistrzyni świata i wielokrotna medalistka mistrzostw Europy.

## Kariera
Pierwszy sukces w karierze Anne Terpstra osiągnęła w 2009 roku, kiedy zdobyła brązowy medal w kategorii juniorek podczas mistrzostw Europy MTB w Zoetermeer. W zawodach tych wyprzedziły ją tylko Francuzka Pauline Ferrand-Prevot i Michelle Hediger ze Szwajcarii. Na rozgrywanych trzy lata później ME w Moskwie była trzecia w kategorii U-23, ulegając jedynie Szwajcarce Jolandzie Neff i Polce Pauli Goryckiej. Na mistrzostwach w stolicy Rosji zdobyła wspólnie z kolegami z reprezentacji w sztafecie kolejny brązowy medal. Jak dotąd nie wystąpiła na igrzyskach olimpijskich.